# Longmiao Shan
Longmiao Shan (kinesiska: 龙庙山) är en kulle i Kina. Den ligger i provinsen Shandong, i den östra delen av landet, omkring 470 kilometer öster om provinshuvudstaden Jinan. Toppen på Longmiao Shan är 236 meter över havet, eller 202 meter över den omgivande terrängen. Bredden vid basen är 19,2 km.
Runt Longmiao Shan är det tätbefolkat, med 411 invånare per kvadratkilometer. Närmaste större samhälle är Shangzhuang, 5,0 km norr om Longmiao Shan. Trakten runt Longmiao Shan består till största delen av jordbruksmark.
Genomsnittlig årsnederbörd är 718 millimeter. Den regnigaste månaden är augusti, med i genomsnitt 164 mm nederbörd, och den torraste är februari, med 16 mm nederbörd.